# Lepidium argentinum
Lepidium argentinum là một loài thực vật có hoa trong họ Cải. Loài này được Thell. mô tả khoa học đầu tiên.